# Петровское (Петровский район, Тамбовская область)

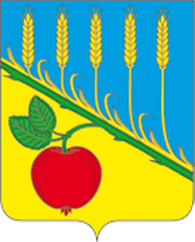
Петровское (Петровский район, Тамбовская область)

Петро́вское — село в Тамбовской области. Административный центр Петровского района и Петровского сельсовета.

## География
Расположено на запад от Тамбова, стоит в истоке реки Дерзовки.
Козлово-Воронежская железная дорога (ныне соединяет Мичуринск с Воронежем) была открыта в 1868 году. Между Козловом (Мичуринском) и Грязями тогда же открыли станцию Избердей. Именно у станции Избердей и находится Петровское.
На юго-востоке от Петровского располагаются садоводства. При въезде в село от шоссе Орёл — Тамбов стоит Избердеевский элеватор.
На запад отходит грунтовая дорога, которая идёт вдоль железной дороги до шоссе Орёл — Тамбов. Вдоль неё расположены Троицкий, Павловка, Кучино и Дегтярка.

## История
В материалах III ревизии (переписи) 1763 года Петровское значится как новопоселенная слобода генерал-адъютанта графа А. Б. Бутурлина. В слободе было 4 двора, в которых проживало 11 человек. Три крестьянские семьи были переведены графом из других своих вотчин села Палец Нижегородского уезда, деревень Стафеево и Гориц Ярославского уезда, где они и числились по II ревизии (1748 года).
Староста слободы Петровской Дмитрий Васильев с семьей был куплен у вахмистра И. Ф. Бутурлина. По ревизии 1748 года он числился в деревне Удоновой Суздальского уезда. Из этого следует, что слобода Петровская была основана между 1748 и 1763 годами. Слободой назывались новообразованные поселения на необжитых землях, жители которых первое время пользовались некоторыми льготами и жили как вольные хлебопашцы.
Основатель Петровского граф Александр Борисович Бутурлин (1694—1767 гг.) был известным в свое время человеком. Он окончил Морскую академию, был денщиком Петра I, выполнял секретные поручения императора, участвовал в Персидском походе 1722 года, русско-турецкой войне 30-х годов, Семилетней войне 1756 1763 гг., дослужился до высшего воинского звания — фельдмаршал. Императрица Елизавета Петровна пожаловала ему свыше 7,5 тысячи десятин земли на реке Осередь (ныне Воронежская область), где он основал несколько слобод, в которые «накликал на вольные земли» украинцев. Одна из слобод в честь его сына была названа им Петровской, потом название сменилось на Бутурлиновку (ныне город Бутурлиновка Воронежской области).
Что касается Петровского Тамбовской губернии, то остается пока невыясненным, когда и каким путем получил эти земли А. Б. Бутурлин, почему основанную здесь слободу он назвал Петровской: тоже по имени своего сына или, как утверждает местное предание, название связано с именем Петра I. Но в истории слобод-тезок были общие события. В 1766 году крестьяне-бутурлиновцы, как и некоторых соседних слобод, подняли восстание, заявив, что не хотят быть в зависимости от Бутурлиных, а желают быть государственными крестьянами. Восстание было подавлено в 1767 году. Из архивных документов следует, что в этих событиях принимали участие и крестьяне Петровского Тамбовской губернии, которые отказались нести повинности в пользу А. Б. Бутурлина. Волнения крестьян в слободах Бутурлина были связаны с выступлением Григория Кремнева в 1765 году, который выдавал себя за императора Петра II, обещая всем отмену подушного оклада (налога), рекрутского набора и вольность. Действовал предшественник Е. И. Пугачева на обширной территории Сокольского (Липецкого), Усманского и Воронежского уездов и, несомненно, его агитация была одной из причин решения бутурлиновских крестьян стать вольными.
По ревизии 1782 года Петровское упоминается как сельцо майора Семена Савича Муравьева, в котором проживало 35 человек. Купил С. С. Муравьев эти земли или они достались ему по наследству, неизвестно, но обосновался он прочно: сельцо — это селение, в котором имелся господский дом, но не было церкви. С 1811 г. жители посещали церковь в селе Дубовке. Сельцо стало именоваться Муравьевкой, хотя официально числилось как Петровское. Вероятно, этому способствовало имя сына владельца — Петра Семеновича Муравьева, важного генерала Екатерины II, богатого и образованного человека, бывшего в хороших отношениях с соседями Рахманиновыми, Обловыми, Вельяминовыми, Лодыгиными, Терпигоревыми.
С годами росли богатства Муравьевых. Их земельные владения появились в соседних селах. Сельцо Петровское, Муравьевка тож, росло. По переписи 1858 года, в нем уже было 355 жителей. Это было обычное владельческое поселение, отдаленное от крупных населенных пунктов и дорог, с вечной заботой его подневольных жителей о том, как успеть между работами на барщине обработать свой надел, как растянуть оставшийся после сдачи оброка хлеб до нового урожая. Не улучшила положения крестьян и отмена крепостного права. По реформе 1861 года они получили 570 десятин пашни, что составило З десятины на ревизскую душу, тогда как для ведения нормального хозяйства душевой надел должен составлять не менее 7 десятин. Ни луга, ни леса освобожденным крестьянам не выделили.
Судьба Петровского круто изменилась с постройки в 1868 году железной дороги и сооружением возле Петровского железнодорожной станции. Железнодорожная станция, названная Муравьевкой, способствовала росту Петровского. Уже в начале 80-х годов прошлого века в Петровском было 64 двора с 522 жителями, 5 промышленных заведений, две торговые лавки. Но ни трактира, ни питейного заведения не было. С ростом населения еще больше ощущалось малоземелье. Из-за отсутствия лугов мало было скота.
Ежегодно петровцы выплачивали 1710 рублей выкупных платежей за землю, полученную по реформе, более 1160 рублей государственных и местных платежей. Малоземелье заставляло более половины крестьян арендовать землю на кабальных условиях у соседних помещиков, работать у них. Многие уходили на заработки в города, на сельскохозяйственные работы в южные районы. Так, в 1880 году выдано паспортов и билетов на отлучку из Петровского 29 мужчинам и 9 женщинам. Это соответственно составляло 23 и 7 процентов трудоспособных.
На все Петровское было 11 человек грамотных, из них ни одной женщины. Учился только один мальчик. Не только садов, ни одного плодового дерева не было во всем селении.
К 90-м годам скромное поселение Петровское превращается в оживленный пункт. 6 августа 1898 года (по старому стилю) в Петровском открывается базар, ставший крупным центром сбыта хлеба и сельскохозяйственных продуктов. В первый базарный день площадь (там, где сейчас находится дом культуры) еле вместила всех прибывших. Арендную плату за места не брали ради такого знаменательного события.
В Петровском стали открывать лавки и магазины торгаши из окрестных сел, таких, как Большой Избердей, Шехмань, Грязи и другие, почуявшие выгоду торговли при железнодорожной станции. Большую торговлю вели до революции магазины Г. И. Савельева, И. Н. Шебанова, А. Г. Соколова, А. П. Терехова.
Станция Муравьевка (ныне Избердей) становилась крупным ссыпным пунктом хлеба, при ней строились склады. А в Петровском стали возводится мельницы для переработки зерна. Перед Октябрьской революцией было три ветряных мельницы, которые находились там, где сейчас находится здание средней школы, и три паровых мельницы — Кузьмина, Окорокова и купца Толстошеева.
С ростом значения Петровского возникла необходимость открытия почтового отделения, так как ближайшие отделения были в Шехмани, Грязях и Козлове (Мичуринске). Арендатор базарной площади Маликов предоставил бесплатно под здание почты место на площади. В 80-х годах в Петровском открылась церковно-приходская школа, размещавшаяся в наемной крестьянской избе, кирпичной, крытой соломой, площадью в 28 квадратных метров. В ней обучалось 20-30 учеников.
В 1890-х годах открылась земская школа, для которой на средства крестьянского общества в 1895 году было выстроено кирпичное, под железной крышей, здание площадью в 35 квадратных метров. На трех отделениях школы обучалось до 60 человек. Первым учителем был Василий Иванович Неугодов, о котором старожилы сохранили самые добрые воспоминания. Его сменил Василий Васильевич (фамилию которого не удалось установить), также настоящий энтузиаст своего дела. В 1905 году он был арестован за революционную деятельность.
Не было в Петровском ни больницы, ни медицинского пункта. За медицинской помощью петровцы обращались к фельдшеру Якову Петровичу Карманову, работавшему в больнице села Покрово-Чичерино. Официально Петровское числилось деревней, так как не было своего прихода. В 1912 году была открыта деревянная церковь, которая находилась при базарной площади. Петровское стало селом. В 1931 году церковь была разрушена.
В 1998 г. поселок Горбачёвка и деревня Малая Дубовка включены в состав села Петровское.

## Население
| 1959 | 1970  | 1979  | 1989  | 2002  | 2010  | 2021  |
| ---- | ----- | ----- | ----- | ----- | ----- | ----- |
| 3042 | ↗3934 | ↗5049 | ↗5828 | ↗5993 | ↘5710 | ↘5271 |